# Antanartia vansomereni
Antanartia vansomereni är en fjärilsart som beskrevs av Francis Gard Howarth 1966. Antanartia vansomereni ingår i släktet Antanartia och familjen praktfjärilar. Inga underarter finns listade i Catalogue of Life.